# وارگووو (استان پومرانی)
وارگووو (به لاتین: Wargowo) یک روستا در لهستان است که در گمینا چارنا دانبرووکا واقع شده‌است. وارگووو ۹۰ نفر جمعیت دارد.